# Lechlade
Lechlade è un paese di 2 759 abitanti del Gloucestershire, in Inghilterra.